# Kazimierz Opaliński
Kazimierz Opaliński (* 22. Februar 1890 in Przemyśl, Österreich-Ungarn; † 6. Juni 1979 in Warschau) war ein polnischer Schauspieler und Theaterregisseur.

## Leben
In seiner Heimatstadt Przemyśl arbeitete Opaliński zunächst als Drucker und spielte in seiner Freizeit in einem Amateurtheater. Sein Bühnendebüt gab er 1912. Während des Ersten Weltkriegs wurde er nach Russland zur Zwangsarbeit deportiert. Dort im Lager nahm er an künstlerischen Tätigkeiten teil. Nach dem Krieg kehrte er ins wiedererstandene Polen zurück und konzentrierte sich nun voll und ganz auf die Theaterarbeit. Zunächst spielte er als Schauspieler wieder in seiner Geburtsstadt und anschließend in den Theatern von Lemberg, Sosnowiec, Katowice, Lublin, Danzig und Łódź. Von 1933 bis 1936 spielte er in Warschau und ging zum Słowacki-Theater nach Krakau, wo er bis zum Überfall der Deutschen 1939 zum Ensemble gehörte.
Während der deutschen Besatzung arbeitete er als Angestellter der Krakauer Stadtverwaltung und kehrte 1945 an das Słowacki-Theater zurück. 1951 kam er wieder nach Łódź, wo er neben seiner Theatertätigkeit eine Filmkarriere aufbaute. 1953 kam dann der Ruf ans polnische Nationaltheater Teatr Narodowy, wo er bis auf eine Unterbrechung von 1957 bis 1963 (Ensemblemitglied des Teatr Współczesny, Warschau) bis an sein Lebensende zum Ensemble gehörte. Seinen letzten Theaterauftritt hatte er allerdings bereits 1976. Kazimierz Opaliński liegt in einem Ehrengrab der so genannten „Allee der ums Vaterland Verdienten“ auf dem Warschauer Powązki-Friedhof begraben.

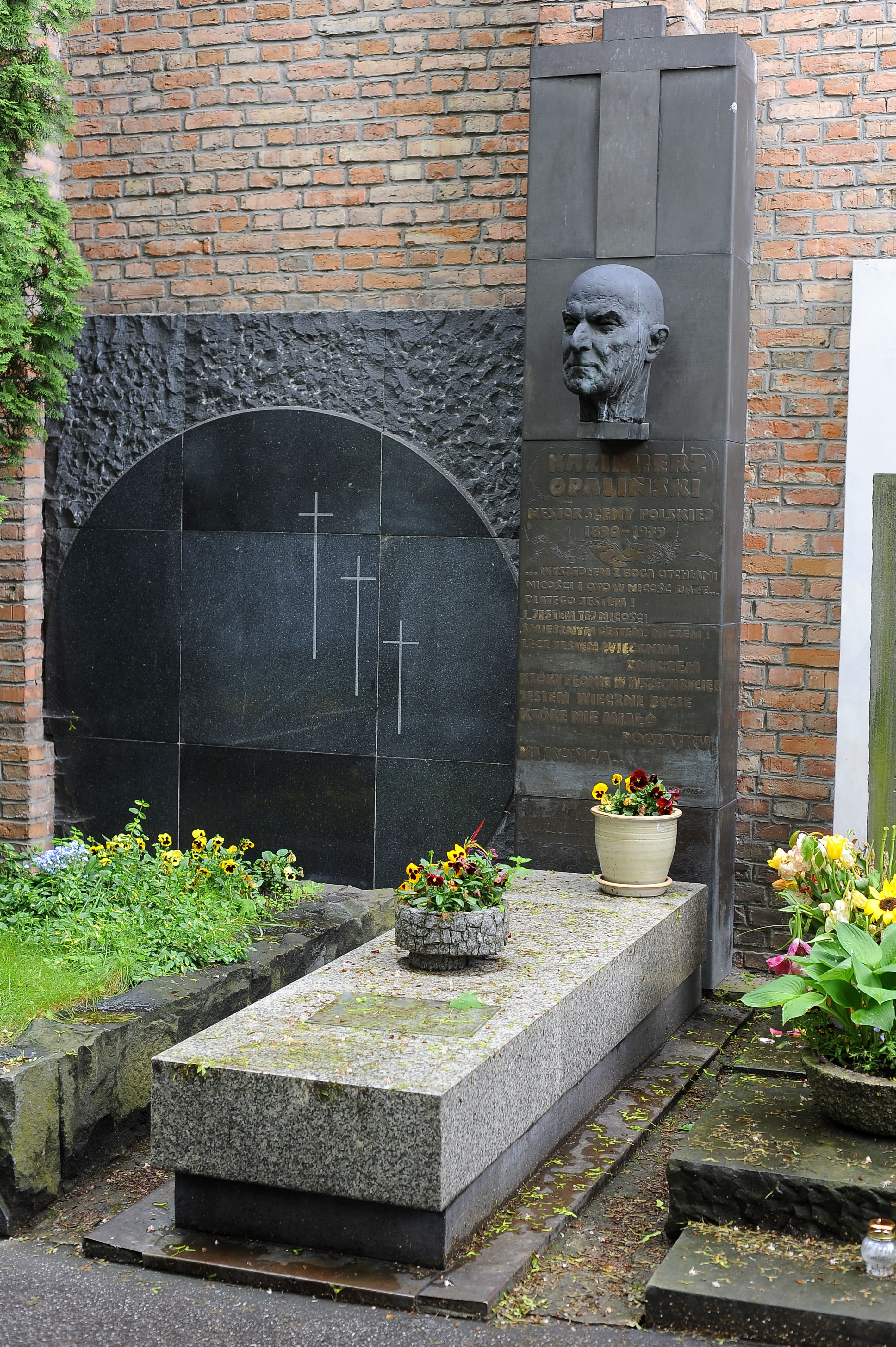
Opalińskis Grab auf dem Powązki-Friedhof

## Filmografie (Auswahl)
- 1950: Zwei Brigaden (Dwie brygady)
- 1952: Die ersten Tage (Pierwsze dni) – Regie: Jan Rybkowski
- 1954: Die Fünf aus der Barskastraße (Piątka z ulicy Barskiej) – Regie: Aleksander Ford
- 1957: Der Mann auf den Schienen (Człowiek na torze) – Regie: Andrzej Munk
- 1958: Eroica – Polen 1944 (Eroica – Symfonia bohaterska w dwóch częściach) – Regie: Andrzej Munk
- 1960: Als der Tag begann (Rok pierwszy) – Regie: Witold Lesiewicz
- 1960: Anton, der Glückspilz (Szcześciarz Antoni)
- 1960: Das schielende Glück (Zezowate szczeście)
- 1961: Strecke zwischen Tod und Leben (Droga nad zachód)
- 1962: Allerseelen (Zaduszki) – Regie: Tadeusz Konwicki
- 1963: Das schwarze Kleid (Czarne skrzydła) – Regie: Ewa und Czesław Petelski
- 1965: Die Handschrift von Saragossa (Rękopis znaleziony w Saragossie) – Regie: Wojciech Has
- 1965: Das Leben noch einmal (Życie raz jeszcze) – Regie: Janusz Morgenstern
- 1966: Pharao – Die dunkle Macht der Sphinx (Faraon) – Regie: Jerzy Kawalerowicz
- 1966: Hölle und Himmel (Piekło i niebo) – Regie: Stanisław Rózewicz
- 1967: Kaule
- 1973: Die Hochzeit (Wesele) – Regie: Andrzej Wajda
- 1973: Jungs (Chłopcy)
- 1974: Sintflut (Potop) – Regie: Jerzy Hoffman
- 1975: Das gelobte Land (Ziemia obiecana) – Regie: Andrzej Wajda
- 1975: Nächte und Tage (Noce i dnie) – Regie: Jerzy Antczak